# Dircaeomorpha clavicornis
Dircaeomorpha clavicornis là một loài bọ cánh cứng trong họ Melandryidae. Loài này được Fairmaire miêu tả khoa học năm 1896.